# Nina Warhurst
Nina Louise Warhurst Fraser (sinh tháng 10 năm 1980) là một nhà báo, phát thanh viên, người dẫn chương trình truyền hình và diễn viên người Anh. Cô là dẫn chương trình chương trình về doanh nghiệp và người tiêu dùng trên BBC Breakfast.

## Đầu đời
Warhurst tên khai sinh là Nina Louise Warhurst vào tháng 10 năm 1980 tại Sale, Greater Manchester. Warhurst có bằng MA về Lịch sử và Chính trị tại Đại học Edinburgh năm 2004, và PG Dip. tốt nghiệp ngành Báo chí Phát thanh tại Đại học Westminster năm 2005.

## Sự nghiệp
Warhurst bắt đầu sự nghiệp diễn xuất trên màn ảnh với các vai nhỏ trong Casualty vào năm 1997, Heartbeat năm 1998 và Butterfly Collectors vào năm 1999. Warhurst bắt đầu sự nghiệp phát sóng của mình vào năm 2005 trên Russia Today ở Moscow. Năm 2009, Warhurst tham gia kênh truyền hình khu vực Channel M của Guardian, là dẫn chương trình của Channel M Today. Năm 2010, Warhurst tham gia chương trình tin tức khu vực East Midlands của BBC. Cuối năm 2010, cô tham gia chương trình tin tức khu vực của BBC North WestBBC North West Tonight và Sunday Politics North West. Năm 2016, Warhurst được bổ nhiệm làm biên tập viên chính trị tại BBC North West. Năm 2014, cô đưa tin về FIFA World Cup 2014 tại Brazil cho BBC Sports.
Vào năm 2018, Warhurst bắt đầu đưa tin cho BBC Breakfast trên cơ sở tự do và trở thành người dẫn chương trình dự phòng khi những người dẫn chương trình thường xuyên không có mặt. Trong tháng 10 năm 2020, cô được bổ nhiệm làm người dẫn chương trình kinh doanh trên BBC Breakfast.

## Giải thưởng
Năm 2017, Warhurst đã giành được giải thưởng của Hiệp hội Truyền hình Hoàng gia cho "Nhà báo khu vực xuất sắc nhất" cho tác phẩm của cô trên BBC North West Tonight và Sunday Politics North West.